# Lena (Illinois)
Lena és una població dels Estats Units a l'estat d'Illinois. Segons el cens del 2000 tenia 2.887 habitants.

## Demografia
Segons el cens del 2000, Lena tenia 2.887 habitants, 1.164 habitatges, i 807 famílies. La densitat de població era de 520,9 habitants/km².
Dels 1.164 habitatges en un 31,1% hi vivien nens de menys de 18 anys, en un 59,4% hi vivien parelles casades, en un 7% dones solteres, i en un 30,6% no eren unitats familiars. En el 27,9% dels habitatges hi vivien persones soles el 17,4% de les quals corresponia a persones de 65 anys o més que vivien soles. El nombre mitjà de persones vivint en cada habitatge era de 2,4 i el nombre mitjà de persones que vivien en cada família era de 2,95.
Per edats la població es repartia de la següent manera: un 24,5% tenia menys de 18 anys, un 7,1% entre 18 i 24, un 23,8% entre 25 i 44, un 21,7% de 45 a 60 i un 22,9% 65 anys o més.
L'edat mediana era de 41 anys. Per cada 100 dones de 18 o més anys hi havia 84,5 homes.
La renda mediana per habitatge era de 39.947 $ i la renda mediana per família de 49.375 $. Els homes tenien una renda mediana de 40.202 $ mentre que les dones 23.063 $. La renda per capita de la població era de 18.613 $. Aproximadament el 2,2% de les famílies i el 4,7% de la població estaven per davall del llindar de pobresa.

## Poblacions més properes
El següent diagrama mostra les poblacions més properes.